# Mohammad Sharifi
Mohammad Sharifi (sinh ngày 21 tháng 3 năm 2000) là một cầu thủ bóng đá người Iran thi đấu ở vị trí tiền vệ hiện tại thi đấu cho câu lạc bộ Iran Saipa ở Persian Gulf Pro League.
Năm 2017, Sharifi được The Guardian lựa chọn là một trong 60 tài năng trẻ xuất sắc nhất trong thế giới bóng đá.

## Sự nghiệp câu lạc bộ

### Esteghlal Khuzestan
Originally Sharifi ký hợp đồng với Saba Qom vào mùa hè năm 2016 để thi đấu với Ali Daei, tuy nhiên after rời câu lạc bộ trước khi mùa giải bắt đầu, bản hợp đồng không được hoàn tất. Thay vào đó, Sharifi ký hợp đồng với nhà vô địch Persian Gulf Pro League, Esteghlal Khuzestan.
Sharifi ra mắt ngày 24 tháng 11 năm 2016 trong trận hòa 0–0 trước FC Mashhad, vào sân từ ghế dự bị trong hiệp hai. Anh trở thành một trong những cầu thủ trẻ nhất thi đấu ở Persian Gulf Pro League.

### Saipa
Cuối mùa giải 2016–17 Sharifi rời Esteghlal Khuzestan, vào mùa hè năm 2017 anh ký hợp đồng với câu lạc bộ ở Tehran Saipa.

## Sự nghiệp quốc tế

### U-17
Sharifi được triệu tập thường xuyên lên Đội tuyển bóng đá U-17 quốc gia Iran và là đội trưởng cùng việc Iran xếp thứ hai tại Giải vô địch bóng đá U-16 châu Á 2016.